# Kłos

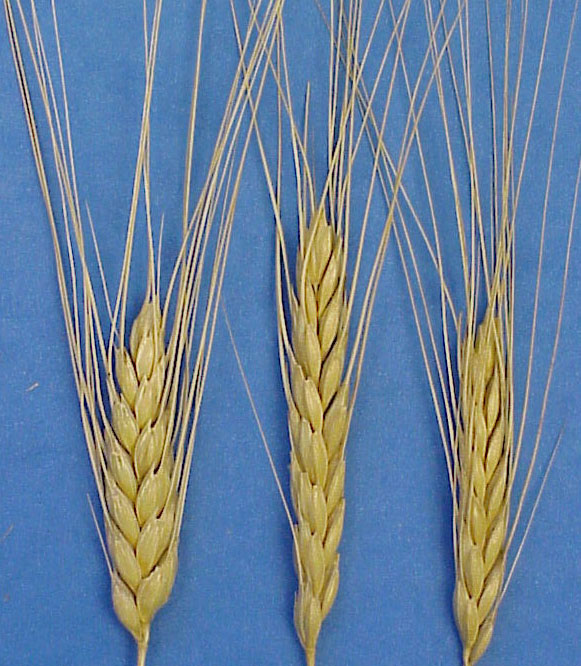
Kłosy pszenicy formy ościstej

Kłos (łac. spica, ang. spike, ear [of grain]) – rodzaj kwiatostanu groniastego, w którym na osadce siedzą kwiaty bezszypułkowe. Odmianą kłosa jest kwiatostan zwany kotką (np. u wierzb) i kolba (np. kwiatostany żeńskie kukurydzy). 
Czasami zamiast pojedynczych kwiatów na osi głównej występują kłoski, taki kwiatostan nazywa się kłosem złożonym (łac. spica composita). Występuje on u wielu gatunków roślin z rodziny wiechlinowatych,  np. jęczmienia, pszenicy, żyta, bliźniczki psiej trawki. Kłos może być też częścią składową innych kwiatostanów, np. u kukurydzy kwiaty męskie tworzące kłoski zebrane są w wiechę złożoną.

## W kulturze
Kłos jest elementem symbolizującym urodzaj i dobrobyt, wykorzystywanym często w logo m.in. organizacji zajmujących się sprawami wyżywienia.
Kłos jest nieodłącznym motywem w symbolice komunistycznej. Przykładem mogą być godła republik związkowych ZSRR.

### Godła państw komunistycznych

Godło ZSRR
Godło Chińskiej Republiki Ludowej
Godło Niemieckiej Republiki Demokratycznej
Emblemat Korea Północna
Herb Wenezueli

### Organizacje międzynarodowe

Logo FAO

### Inne organizacje

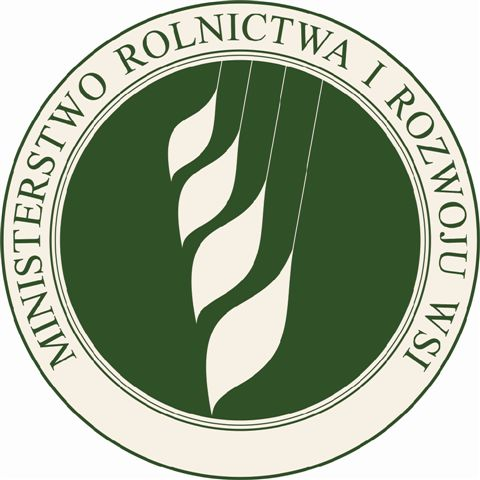
Logo Ministerstwa Rolnictwa i Rozwoju Wsi